# Лас-Гаунас (1923)
Стадіон «Лас-Гаунас» (ісп. Estadio Las Gaunas) — футбольний стадіон, що існував у Логроньо, Іспанія . Він був відкритий 15 червня 1924 року. 19 березня 1998 року розпочалася робота над будівництвом нового стадіону з однойменною назвою, яка була завершена 2002 року.